# Кельберг Олександр Олександрович
Олександр Олександрович Кельберг (19 серпня 1911, місто Санкт-Петербург, тепер Російська Федерація — 1978, місто Тюмень, тепер Російська Федерація) — радянський естонський діяч, секретар ЦК КП(б) Естонії. Член Бюро ЦК КП(б) Естонії в 1950—1951 роках. Депутат Верховної ради Естонської РСР.

## Життєпис
Народився в родині службовця. Після смерті батька з 1921 року проживав разом із матір'ю в місті Нарві Естонської республіки. Закінчив Другу російську гімназію у Нарві. Після закінчення гімназії працював різноробом, був матросом на естонських кораблях.
У серпні 1940 — серпні 1941 року — відповідальний редактор газет «Радянське село», «Narva Tööline» («Нарвський робітник»).
Член ВКП(б) з 1940 року.
З серпня 1941 по червень 1946 року — в Червоній армії, учасник німецько-радянської війни. Служив командиром 328-ї розвідувальної роти 249-ї Естонської стрілецької дивізії.
У червні — вересні 1946 року — завідувач сектору друку відділу пропаганди та агітації ЦК КП(б) Естонії.
У вересні 1946 — серпні 1949 року — слухач Вищої партійної школи при ЦК ВКП(б).
У 1949 році — відповідальний редактор естонського журналу «Більшовик».
У 1949—1950 роках — 1-й секретар Хар'юського повітового комітету КП(б) Естонії.
26 березня 1950 — 27 січня 1951 року — секретар ЦК КП(б) Естонії.
У 1951—1952 роках — директор Музею історії Академії наук Естонської РСР.
У 1952 році виключений із ВКП(б).
У 1952—1958 роках — перекладач видавництва, вчитель школи в Краснодарському краї.
У 1958—1965 роках — завідувач відділу пропаганди, заступник редактора газети «Адигейська правда», кореспондент газети «Вогні Кавказу», завідувач сільськогосподарського відділу газети «Рассвет» Краснодарського краю.
У 1965—1967 роках — кореспондент газети «Тюменська правда».
У 1967—1971 роках — старший, головний редактор, в. о. голови Ханти-Мансійської окружної редакції радіомовлення Тюменської області.
З 1971 року — на пенсії. Помер у 1978 році в місті Тюмені.

## Звання
- старший лейтенант
- капітан

## Нагороди
- орден Леніна (20.07.1950)
- орден Вітчизняної війни І ст. (27.09.1944)
- орден Червоної Зірки (14.04.1943)
- медаль «За перемогу над Німеччиною у Великій Вітчизняній війні 1941—1945 рр.»
- медалі